# Фатерлянд (фильм)
«Фатерля́нд», другое название «Родина» (англ. Fatherland — «Отечество») — телефильм 1994 года. Экранизация одноимённого романа Роберта Харриса 1992 года.

## Сюжет

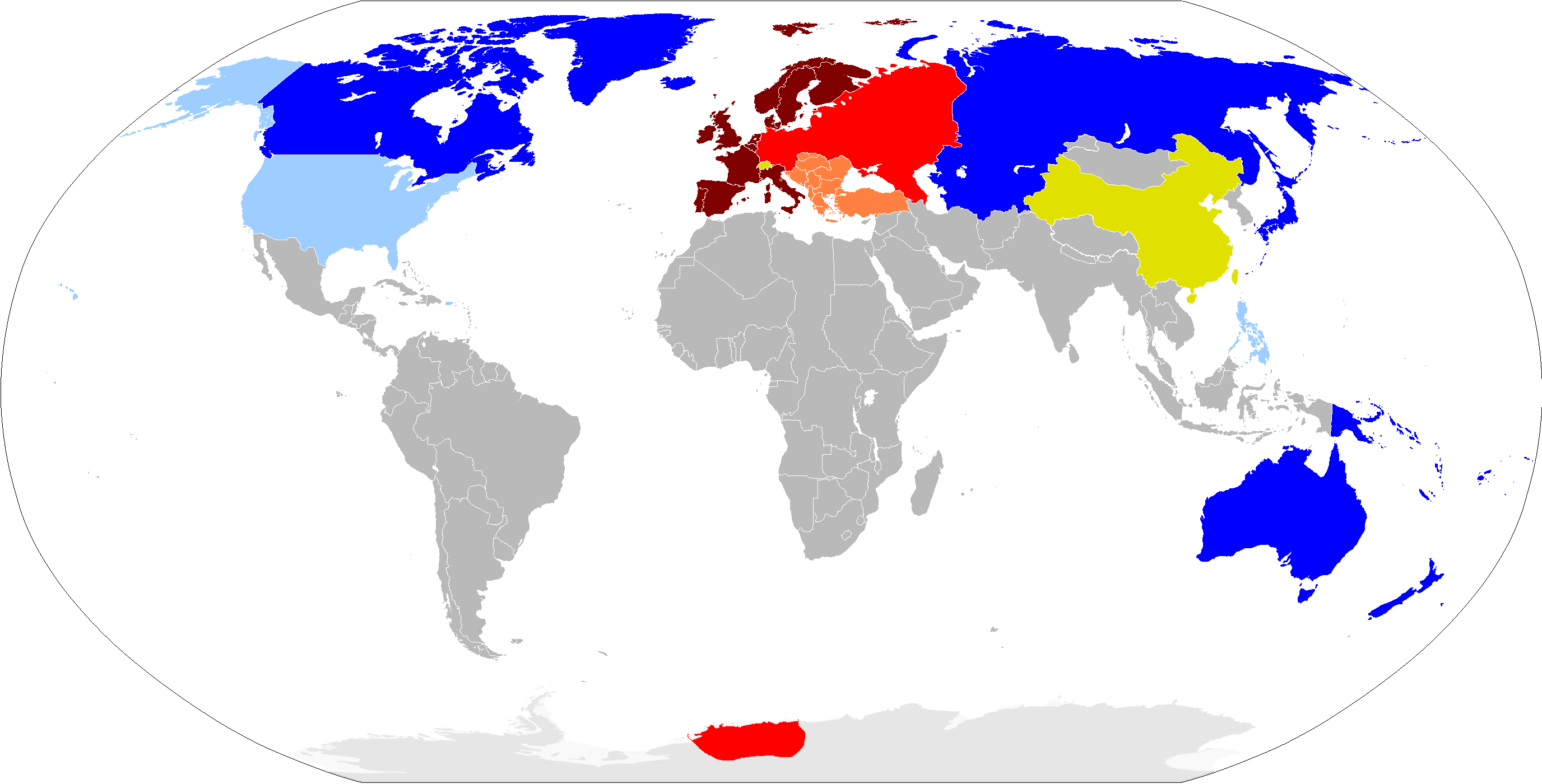
Политическая карта мира согласно вселенной фильма

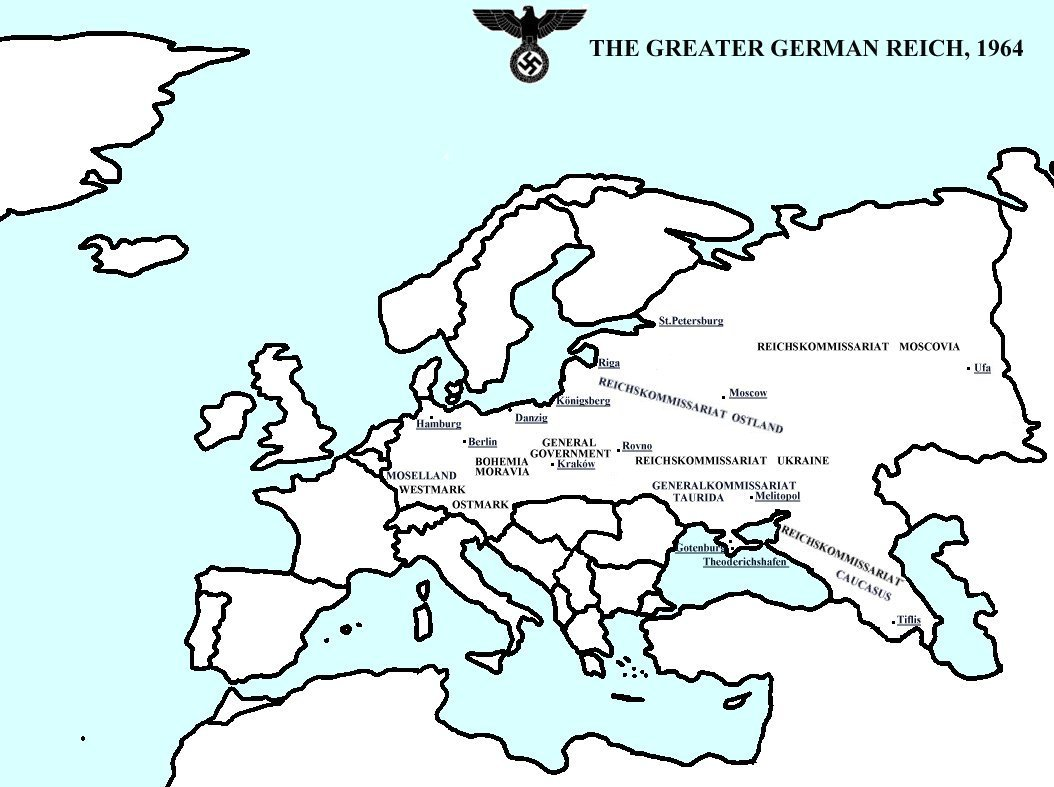
Политическая карта Европы согласно вселенной фильма

### Предыстория
Фильм описывает альтернативную историю.
Войска нацистской Германии и её союзников сумели захватить Москву и Ленинград зимой 1941 году, а в середине 1942 года захватили Сталинград и вышли к Каспийскому морю.
Впоследствии нацистская Германия захватила советскую территорию до Урала, (предположительно эта территория досталась гитлеровцам в ходе сепаратного перемирия), где советские войска и партизаны под руководством 85-летнего Иосифа Сталина с переменным успехом продолжают яростное сопротивление.
В 1944 году в истории фильма Нормандская операция закончилась провалом (не исключено применение немцами ядерного оружия).
В это же время Рейх принудил к миру Великобританию, её прежнее руководство бежало в Канаду.
США во второй половине 1945 года одержали победу над Японией с помощью атомных бомб. Рейх и США стали сверхдержавами, обладающими атомным оружием.

### Основной сюжет
Действие фильма происходит в Берлине в 1964 году. Рейх готовится к празднованию 75-летия Адольфа Гитлера и подписанию мирного договора между Германией и США, между которыми установилась разрядка. Впервые за долгие годы должен состояться визит Президента США Джозефа Кеннеди в Германию. Для освещения этого исторического события в Берлин прибывает пресса, и среди них молодая журналистка Шарли Магуайр. Тем временем курсант СС Герман Йост во время утренней пробежки становится свидетелем того, как неизвестные люди сбрасывают в озеро мертвое тело. Прибывшая полиция опознает убитого, как Йозефа Бюлера. Офицер СС штурмбаннфюрер Ксавьер Марш (Ксавьер Марч) пытается вести расследование убийства, но вскоре сталкивается с противодействием как своего руководства, так и агентами гестапо. Шарли получает от незнакомого мужчины конверт с фотографией и едет в указанное место, где становится свидетельницей убийства, после чего её начинает допрашивать Марш. Марш приходит к выводу, что по распоряжению немецкого правительства ликвидируются высокопоставленные нацистские чиновники, чем-то мешающие руководству Рейха. Вскоре при подозрительных обстоятельствах погибает и Герман Йост. Мартин Лютер, один из тех, кто принимал участие в Ванзейской конференции, передаёт Шарли документы, изобличающие Рейх в убийстве миллионов евреев (официальная нацистская пропаганда сообщала, что евреи были перевезены на Восток для создания собственного государства), за это он просит политического убежища в США, но погибает от рук гестаповцев. Шарли встречает в парке Марча и показывает ему документы. Ознакомившись с ними, Марч приходит в ужас и отрекается от режима. Шарли удаётся пробиться к кортежу президента США и через посла передать ему документы. Потрясённый фотографиями зверств нацистов, Кеннеди немедленно возвращается в США. В это время гестапо пытается арестовать Марша и смертельно ранит его. Перед смертью он звонит сыну и просит его не верить нацистам.
В конце фильма повзрослевший сын Марша сообщает, что Рейх, погрязший в длительном военно-политическом и экономическом кризисе, раздираемый алчными коррумпированными кланами нацистской верхушки и лишившийся благосклонности США, пал (предположительно конец 1970 — начало 1980-х годов).

## В ролях
- Рутгер Хауэр — штурмбаннфюрер СС Ксавьер Марш
- Миранда Ричардсон — Шарли Магуайр
- Петер Вауган — Артур Небе
- Майкл Китчен — Макс Егер
- Джин Марш — Анна фон Хаген
- Джон Шрапнель — Глобус (Одило Глобочник)
- Джон Вудвин — Лютер
- Клайв Рассел — Кребс
- Рудольф Флейшнер — Адольф Гитлер
- Иан Кохоут — президент США Джозеф Кеннеди
- Майкл Шеннон — посол США